# هوگو گیورگی
هوگو گیورگی (انگلیسی: Hugo Giorgi؛ زادهٔ ۲۳ ژانویهٔ ۱۹۲۰) بازیکن فوتبال اهل آرژانتین است.
از باشگاه‌هایی که در آن بازی کرده‌است می‌توان به باشگاه فوتبال بولونیا، باشگاه فوتبال جیمناسیا لاپلاتا، باشگاه فوتبال ریور پلاته، و باشگاه ورزشی آئوداکس ایتالیانو اشاره کرد.